# Tronco linfatico broncomediastinico
Il tronco linfatico broncomediastinico è un vaso linfatico (un collettore post-linfonodale) che origina in corrispondenza del mediastino posteriore. Più precisamente, i collettori disposti a monte (vasi efferenti), provengono dai seguenti gruppi di linfonodi del torace:
- Linfonodi tracheobronchiali, disposti lungo la trachea;
- Linfonodi parasternali;
- Linfonodi paramammari;

Le efferenze dei linfonodi tracheobronchiali convergono con quelle dei linfonodi restanti per formare i tronchi linfatici broncomediastinici.
Il tronco broncomediastinico destro può unirsi al dotto linfatico destro; più frequentemente esso sbocca indipendentemente da questo, sempre nella giunzione tra vena giugulare interna e succlavia.